# Apeadeiro de Moinhos
O Apeadeiro de Moinhos, originalmente conhecido como de Almaleguês (nome anteriormente grafado como "Almaleguez"), é uma interface encerrada do Ramal da Lousã, que servia as localidades de Almalaguês e Moinhos, no Distrito de Coimbra, em Portugal.

## Descrição
O abrigo de plataforma situava-se do lado nascente da via (lado esquerdo do sentido ascendente, a Serpins).

## História

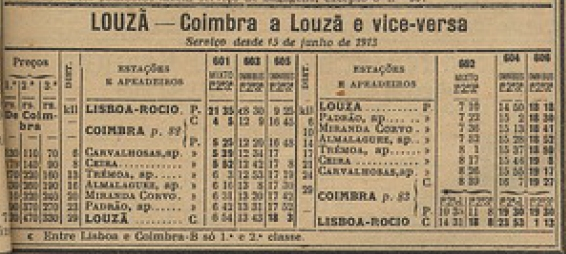
Horário da Ramal da Lousã em 1913, onde este apeadeiro surge com o nome original, Almaleguez.

### Abertura ao serviço
Este apeadeiro fazia parte do troço entre as Estações de Coimbra e Lousã do Ramal da Lousã, que abriu à exploração em 16 de Dezembro de 1906, pela Companhia Real dos Caminhos de Ferro Portugueses.
Tanto em 1913 como em 1936, tinha a categoria de apeadeiro, e denominava-se ainda de Almaleguez (sic).

### Século XXI
Em Fevereiro de 2009, a circulação no Ramal da Lousã foi temporariamente suspensa para a realização de obras, tendo os serviços sido substituídos por autocarros.

Em 4 de Janeiro de 2010, o troço entre o Apeadeiro de Coimbra-Parque e a Estação de Miranda do Corvo foi desactivado, para a reconversão do sistema ferroviário num metro de superfície, tendo sido criado um serviço rodoviário de substituição. Já em 2007, o projeto apresentado para o Metro Mondego (entretanto nunca construído) preconizava a inclusão de Moinhos como uma das 14 interfaces do Ramal da Lousã a manter como estação/paragem do novo sistema.